# Léon Sari
Napoléon Emmanuel Sari Stefanini, dit Léon Sari (1824-1890), fut un homme de théâtre français.

## Un proche de la famille Bonaparte
Son père Jean-Mathieu Sari (1792-1862) a été l'officier en second du brick l'Inconstant qui permit à Napoléon de quitter l'ile d'Elbe et de débarquer en Provence.
Après Waterloo ce père corse est recueilli par le roi Joseph Bonaparte et devient son intendant. Napoléon Emmanuel naît donc le 20 décembre 1824 au château de Prangins en Suisse où est exilé le roi Joseph. Le jeune garçon fait ses études au lycée d'Ajaccio où il a de la famille.
En 1843, venu à Paris, il tente le concours de l'École Polytechnique et en garde un goût pour les mathématiques et le calcul des probabilités. Il est ainsi à l'origine de la création du Pari mutuel. Mais surtout, il débute dans le journalisme.
De 1848 à 1852, il est précepteur du prince Joachim Murat (1834-1901) et est attaché au bureau des théâtres.

## Directeur de théâtre
Ce sont sans doute ses liens avec l'entourage de Napoléon III qui lui font obtenir le privilège du théâtre des Délassements-Comiques en 1855. Il y crée avec succès plusieurs revues. Léon Sari (c'est son nom de ville) dirige ensuite le Théâtre de l'Athénée et y réussit très bien.
Il lance également plusieurs revues ou agences liées au théâtre avec des résultats divers. Avant la chute de l'Empire, c'est une personnalité de premier plan du monde parisien des Grands Boulevards.
Après la guerre de 1870 et la Commune, il prend la direction des Folies Bergère où il mêle des saynètes comiques avec des numéros de jolies actrices peu habillées. Il y a des filles au promenoir, au jardin d'hiver et au bar. Plus pour des raisons politiques que morales la Préfecture le force à changer de genre. Léon Sari tente alors la musique de concert. C'est un échec rapide.
Léon Sari doit alors vendre son théâtre et ses biens, notamment son manoir du Temple à Vaux-sur-Seine où il avait reçu le demi-monde parisien.
Il mourut dans la gêne le 29 avril 1890.

## Sources
- Le Gaulois du 27 mars 1887
- Biographie des contemporains de Jaeger
- Robert Burnand, La vie quotidienne de 1870 à 1900, page 149.